# Lina Kux
Lina Kux (geboren vor 1888; gestorben nach 1910) arbeitete in Hannover als Vorsteherin der Hannoverschen Kochschule und Leiterin der Haushaltungsschule des Vaterländischen Frauenvereins. Sie verfasste insbesondere teils in mehreren Auflagen erschienene Kochbücher.

## Leben
Lina Kux war Tochter der Auguste Kux, „ebenfalls eine der [ihrerzeit] nicht wenigen erfolgreichen Kochbuch- und Haushaltsschriftstellerinnen“. Fräulein Auguste und „Frl. Lina Kux“ betrieben ihre von beiden auch geleitete Kochschule im eigenen Haus in Hannover ab April 1879 unter der Adresse „Bahnhof 20“.
Als Leiterin der Hannoverschen Kochschule wurde Lina Kux von der Carne pura AG für die internationale Ausstellung für Volksernährung und Kochkunst 1887 in Leipzig, später auch die Hygiene-Ausstellung in Berlin engagiert. Dort kochte sie vor Ort das Carne pura, das aus Ochsenfleisch hergestellte Fleischpulver und erläuterte dabei den – bürgerlichen – Ausstellungsbesuchern Handhabung und Zubereitung des Patentfleischpulvers.

## Schriften (Auswahl)

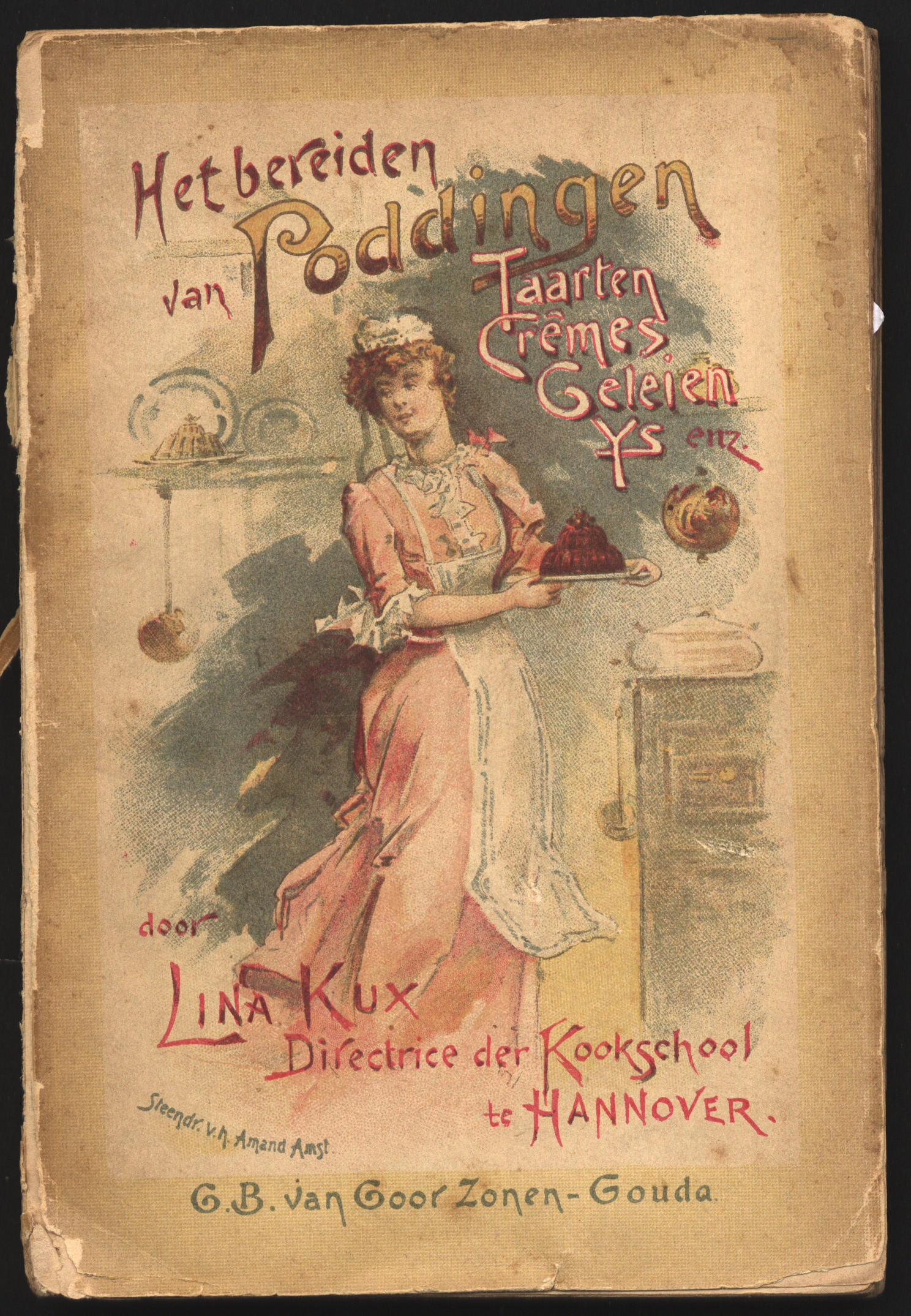
1889: „Die Zubereitung von Pudding ...“; Vielfarb-Illustration der Steindruckerei Amand in Amsterdam

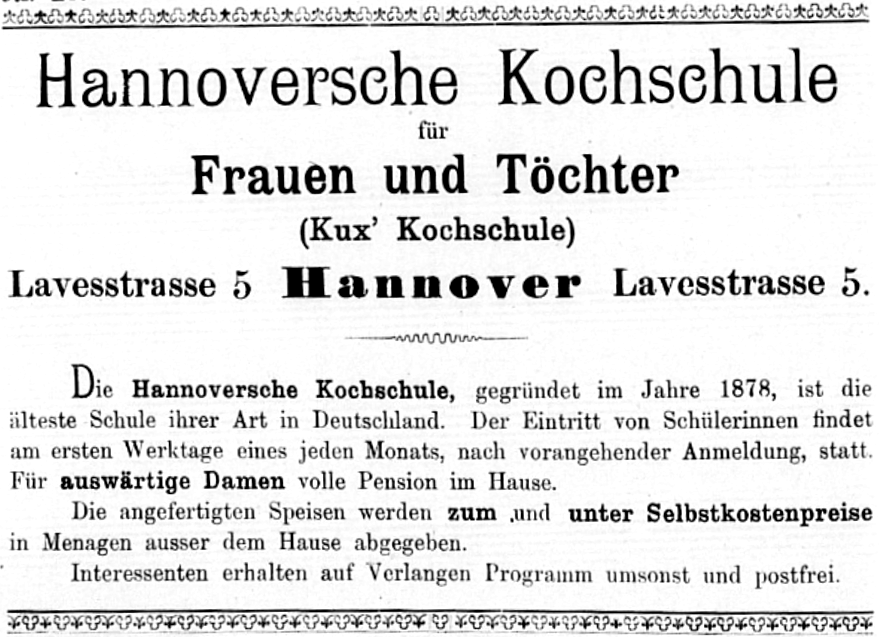
Geschäftsanzeige für die 1878 gegründete Hannoversche Kochschule „für Frauen und Töchter (Kux Kochschule)“;
im Adressbuch der Stadt Hannover von 1900

- Deutsches Backbuch. Gründliche Anweisung zur Bereitung von Torten und Kuchen, überhaupt aller Bäckereien auf beste und billigste Weise, Mühlheim a. d. Ruhr: Bagel, 1888.
- Het bereiden van poddingen, charlottes, crêmes, geleien enz. op de beste en goedkoopste wijze. Met een aanhangsel betreffende de bereiding van ijs, zweite Auflage, Gouda: G.B. van Goor Zonen, 1889; Digitalisat über die Sächsische Landesbibliothek – Staats- und Universitätsbibliothek Dresden (SLUB)
  - 3. Auflage 1905.
- Das Buch der Konserven oder So sollst Du einmachen! Gründliche Anweisung zum Einmachen der Früchte, Gemüse und Fleischspeisen, überhaupt aller Nahrungsmittel auf beste, verschiedendste und billigste Art …, Mühlheim a. d. Ruhr: Bagel, 1889.
- Die Pudding-Küche. Gründliche Anweisung zur Bereitung der verschiedensten Puddings, Mehlspeisen, Aufläufe, Charlotten, Flammeris, Cremes, der süßen Gelees etc. auf beste und wohlfeilste Art; außerdem die Bereitung des Speise-Eises …,  Weimar: Voigt, 1889.
  - 2., vollständig neubearbeitete und erweiterte Auflage, Leipzig: Voigt, 1904.
- Auguste Kux, Lina Kux: Die Kartoffel-Küche. Gründliche Anweisung zur Bereitung der verschiedensten Speisen von Kartoffeln, als Klöße, Salate, Puddings, Aufläufe, Mehlspeisen, …, 2. Auflage, Mühlheim a.d. Ruhr: Bagel 1890.
- Einmachen der Früchte und Gemüse. Eine Auswahl vorzüglicher Rezepte aus dem … prämiierten Buch der Konserven …, Mülheim a. d. Ruhr: J. Bagel, 1897.
- Auguste Kux, Lina Kux: „Hausmannskost“. Kochbuch für Gesunde und Kranke, oder Populäre Anleitung zur wohlfeilen und schmeckhaften Zubereitung aller Arten Speisen, 7. erweiterte Auflage, vollständig neu bearbeitet von Lina Kux, Guben: Druck und Verlag von Albert Koenig, 1905.
- Buch der Konserven oder So sollst du einmachen! Einmachen der Früchte und Gemüse. Eine Auswahl vorzüglicher Rezepte …, Mülheim a. d. Ruhr: Julius Bagel, o. J. [um 1910]; Inhaltsverzeichnis
- Kochbuch für ..., 6. Auflage, Hannover: Edler und Krische, o. J. [um 1910].